# Delia nigriabdominis
Delia nigriabdominis är en tvåvingeart som beskrevs av Xue 2001. Delia nigriabdominis ingår i släktet Delia och familjen blomsterflugor. Inga underarter finns listade i Catalogue of Life.